# Cuenca, Tây Ban Nha

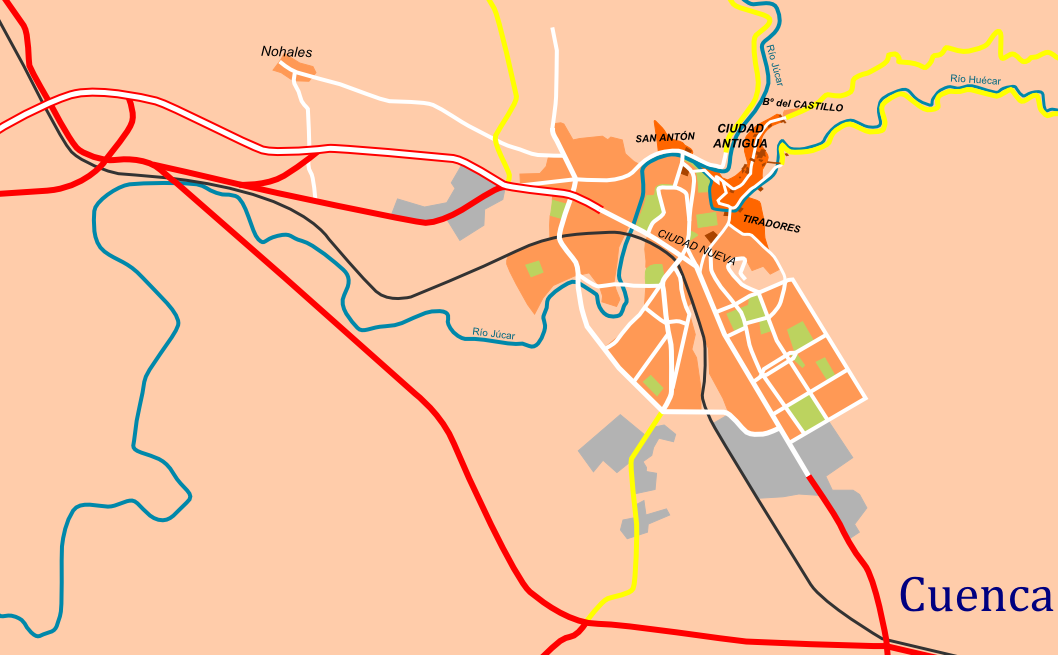
Cuenca

Cuenca (thành phố) là một đô thị trong tỉnh Cuenca, cộng đồng tự trị Castile-La Mancha Tây Ban Nha. Đô thị này có diện tích là 911,06 ki-lô-mét vuông, dân số năm 2009 là người với mật độ người/km². Cuenca là tỉnh lỵ của tỉnh Cuenca. Thành lịch sử Cuenca là một di sản thế giới UNESCO, được đưa vào danh sách tại kỳ họp thứ 20, năm 1996.

## Khí hậu
| Trung bình / Tháng | Trung bình | Th. 01 | Th. 02 | Th. 03 | Th. 04 | Th. 05 | Th. 06 | Th. 07 | Th. 08 | Th. 09 | Th. 10 | Th. 11 | Th. 12 |
| ------------------ | ---------- | ------ | ------ | ------ | ------ | ------ | ------ | ------ | ------ | ------ | ------ | ------ | ------ |
| Độ C cao nhất      | 18.8       | 9.4    | 11.1   | 14.2   | 15.7   | 20.1   | 25.9   | 30.7   | 30.3   | 25.5   | 16.6   | 13.1   | 10     |
| Độ C thấp nhất     | 6.3        | -0.7   | 0.3    | 1.7    | 4.9    | 7.6    | 11.7   | 14.7   | 14.8   | 11.3   | 6.8    | 2.7    | 0.7    |
| Lượng mưa ml       | year: 507  | 45     | 41     | 32     | 56     | 60     | 44     | 15     | 17     | 47     | 53     | 49     | 58     |
| Nguồn: AEMET       |            |        |        |        |        |        |        |        |        |        |        |        |        |

## Thành phố kết nghĩa
Cuenca là thành phố kết nghĩa với:
- Cuenca (Ecuador), Ecuador
- L'Aquila, Ý
- Paju, Hàn Quốc
- Ronda, Tây Ban Nha
- Plasencia, Tây Ban Nha

## Hình ảnh

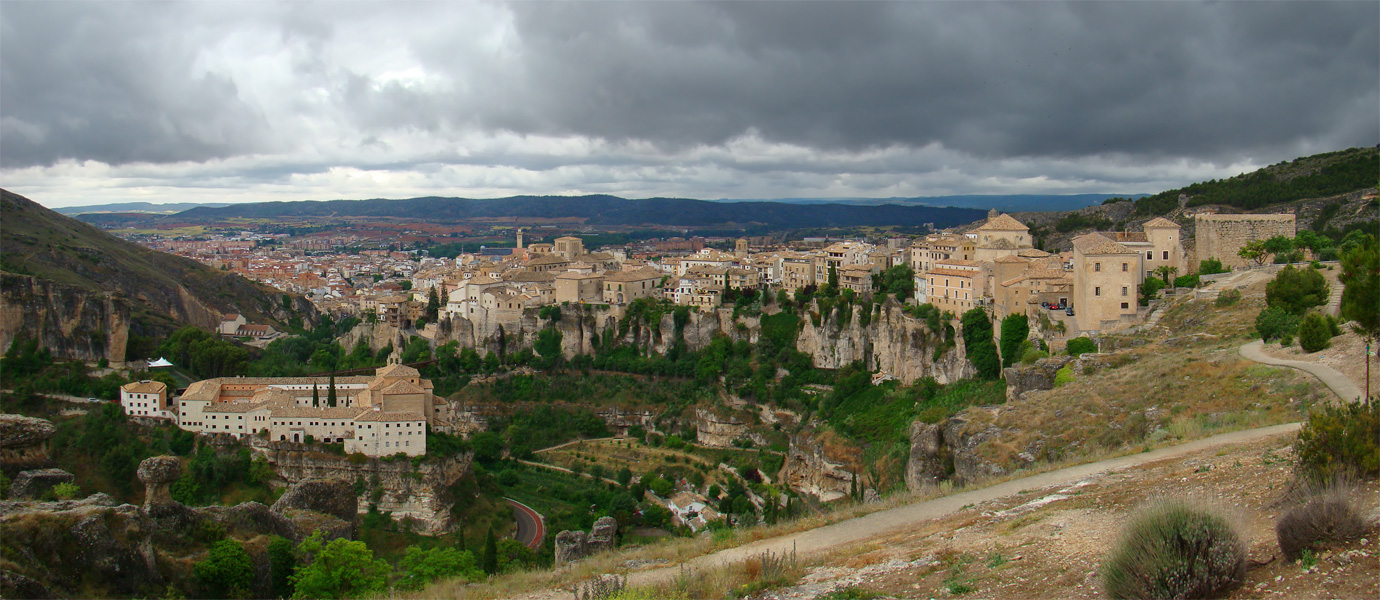
Toàn cảnh thành phố Cuenca.
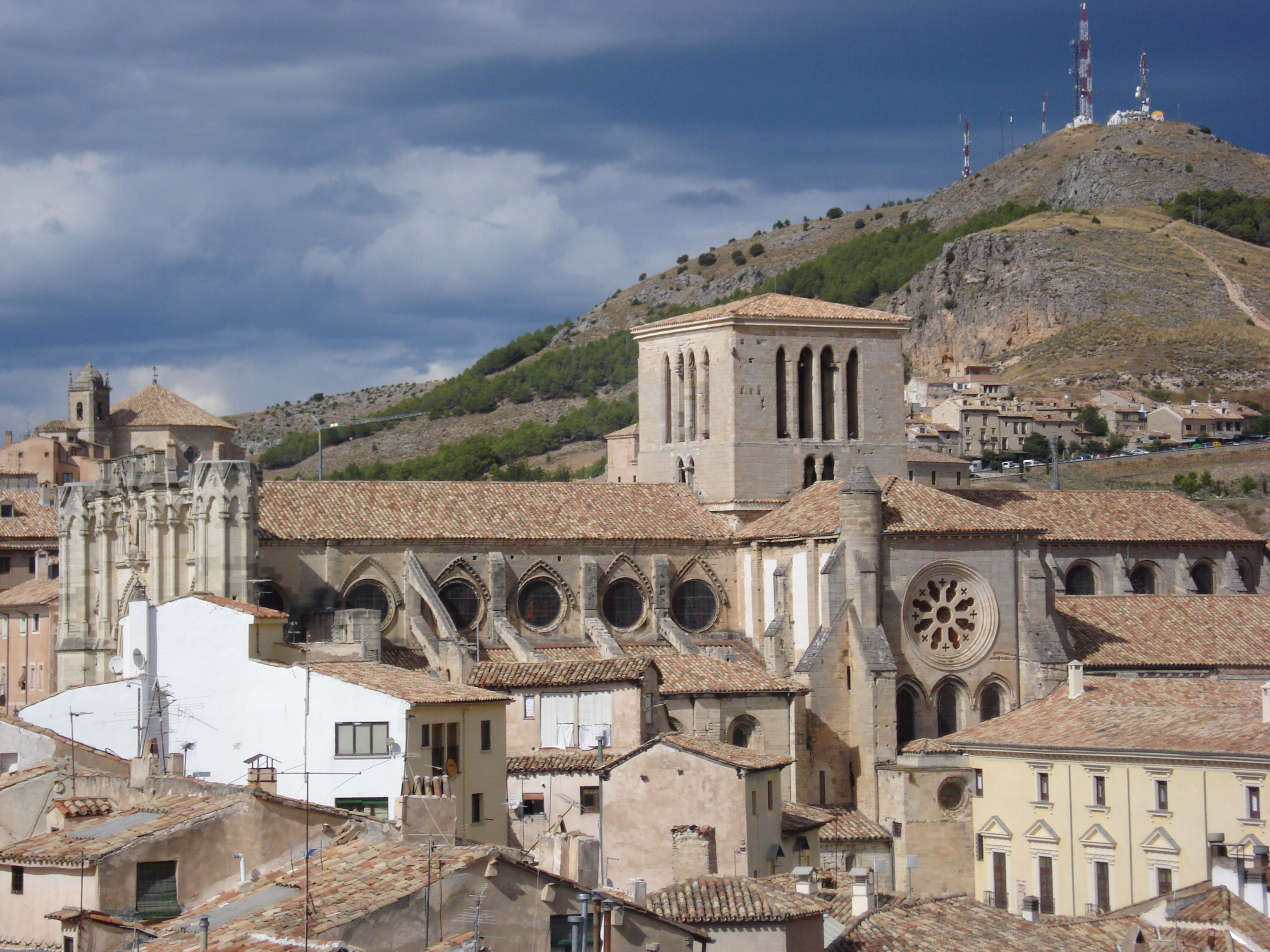
Toàn cảnh nhà thờ Cuenca.
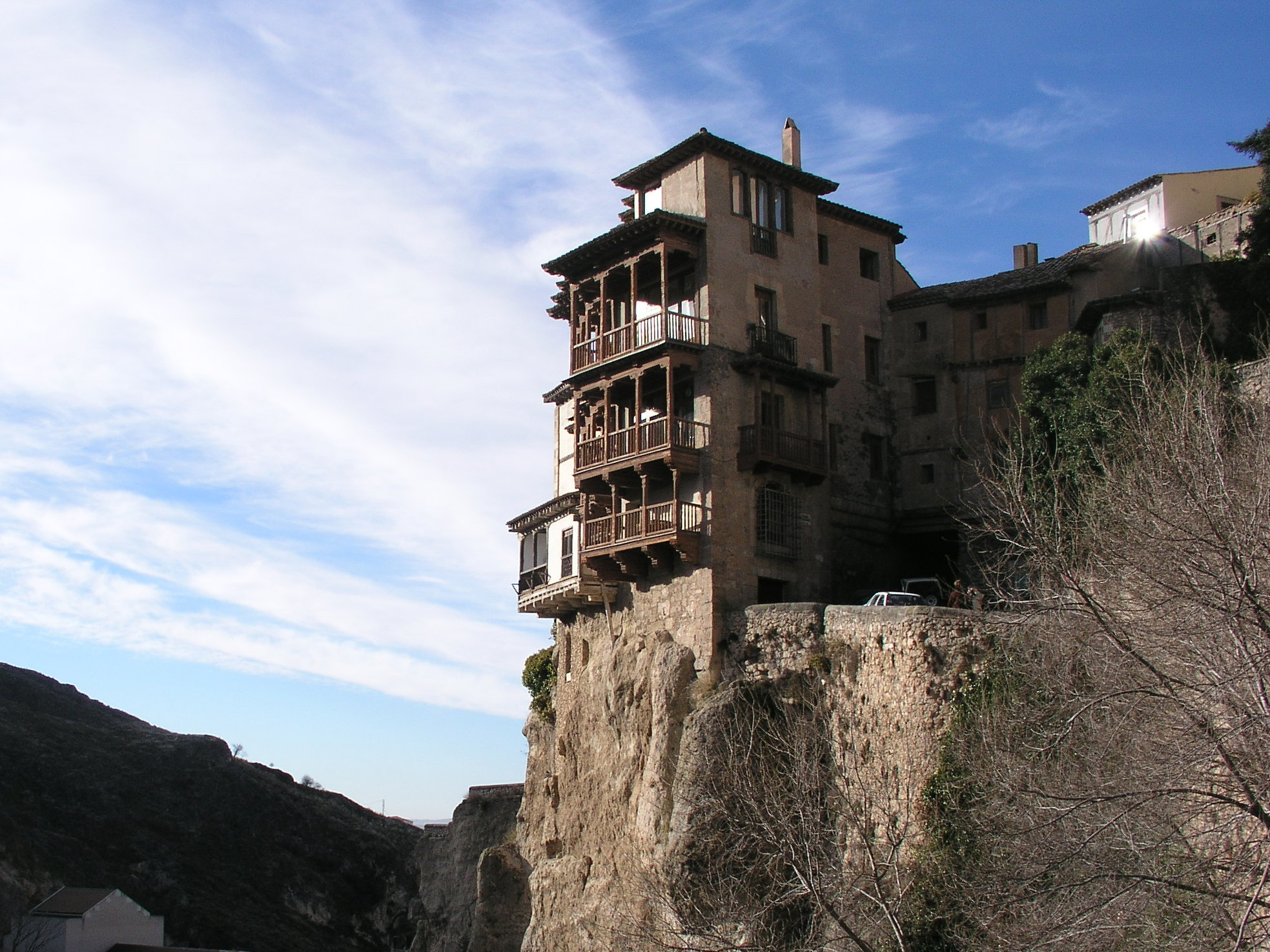
Casas Colgadas (Các ngôi nhà treo).
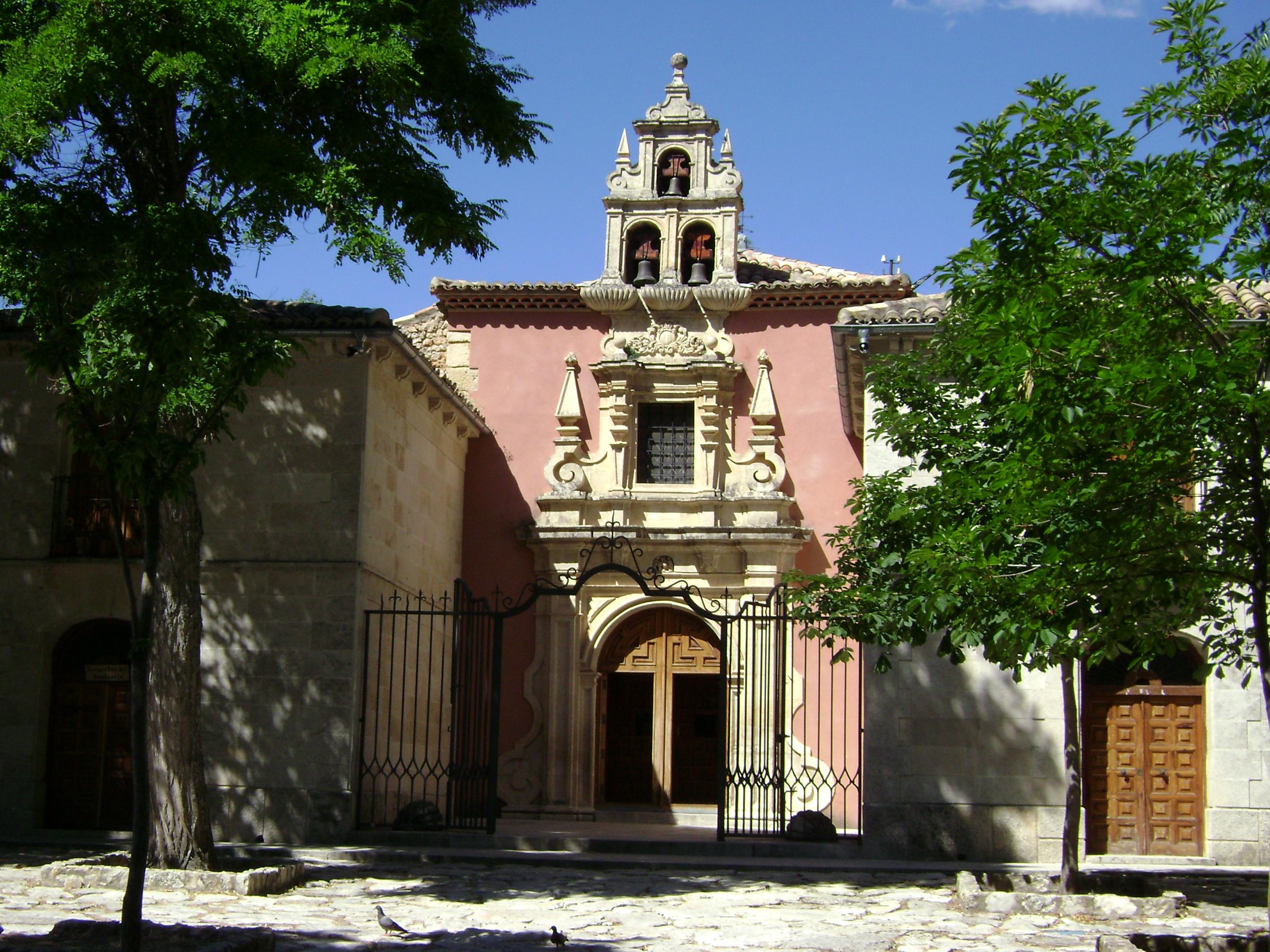
Trinh nữ ẩn dật Anguishes
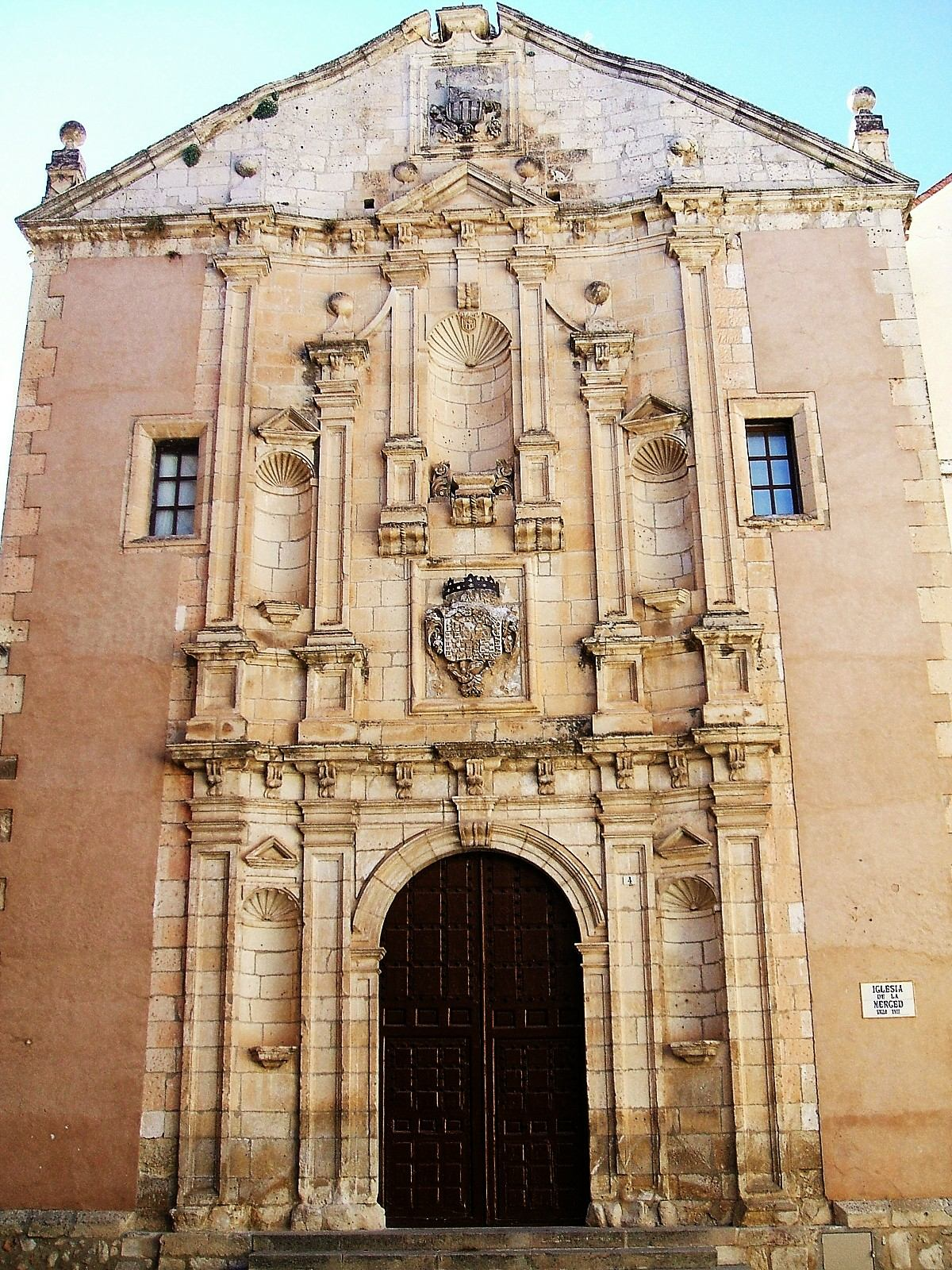
Hội nghị Merced.
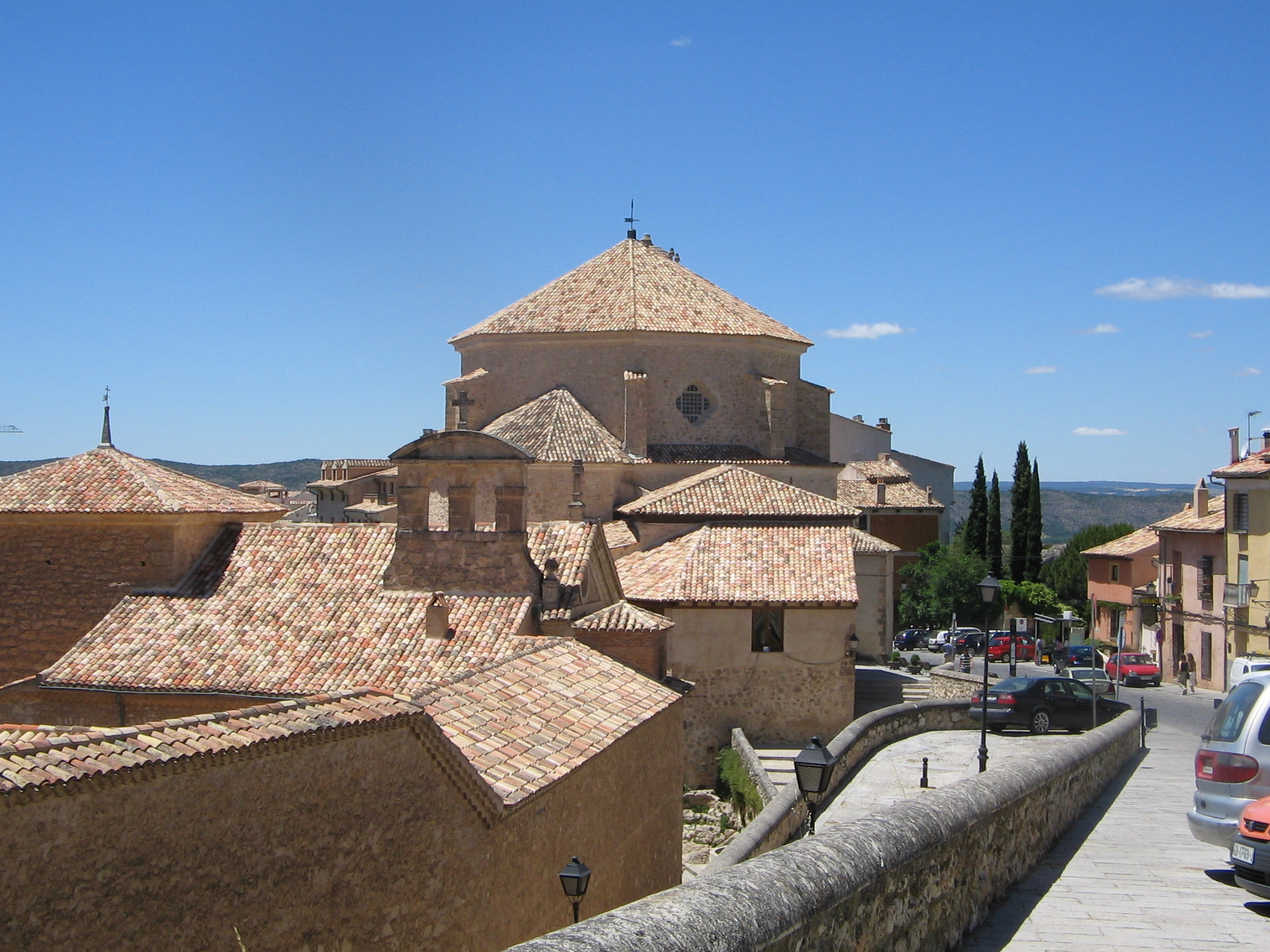
Hội nghị Carmelitas.
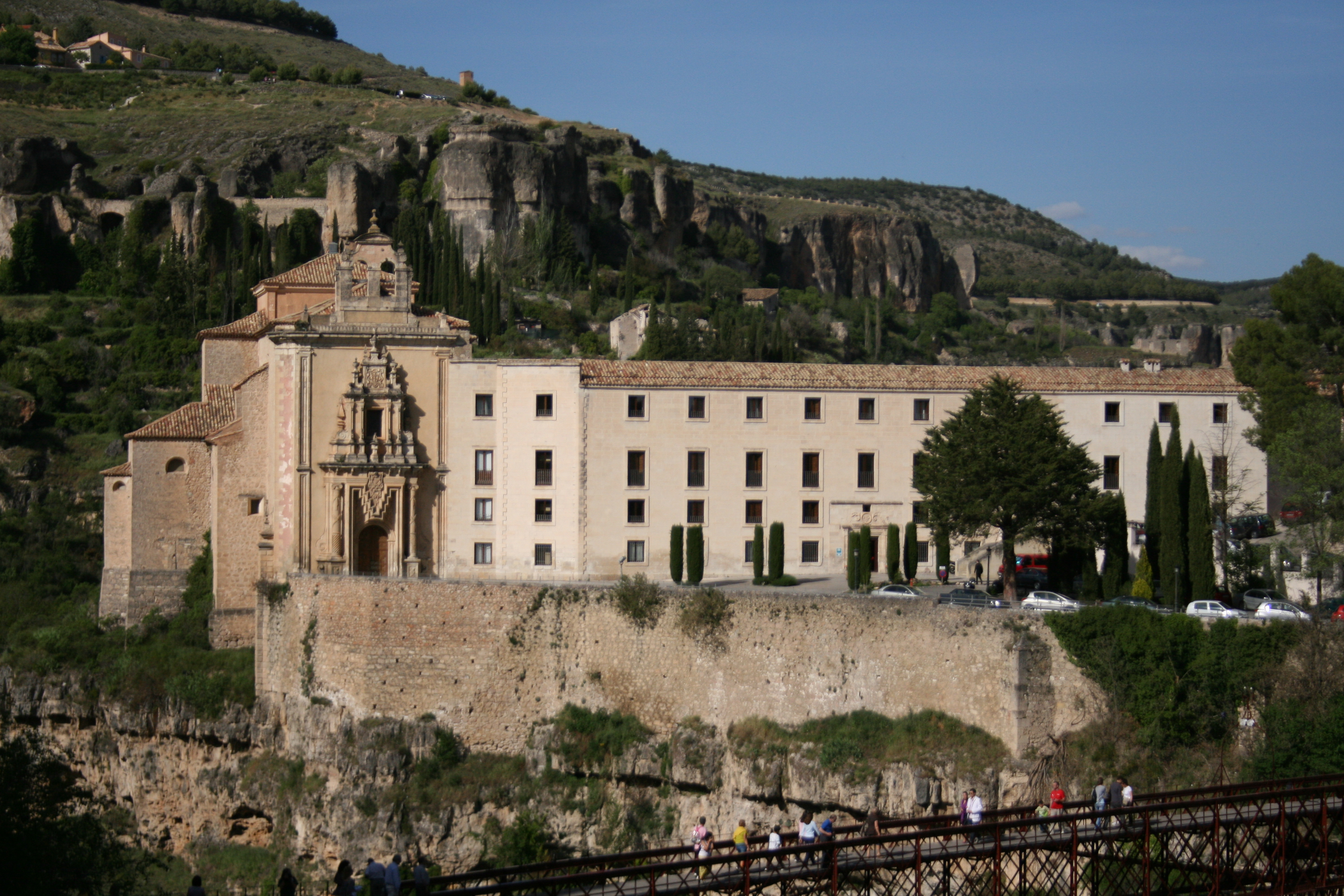
Parador Nacional de Cuenca.
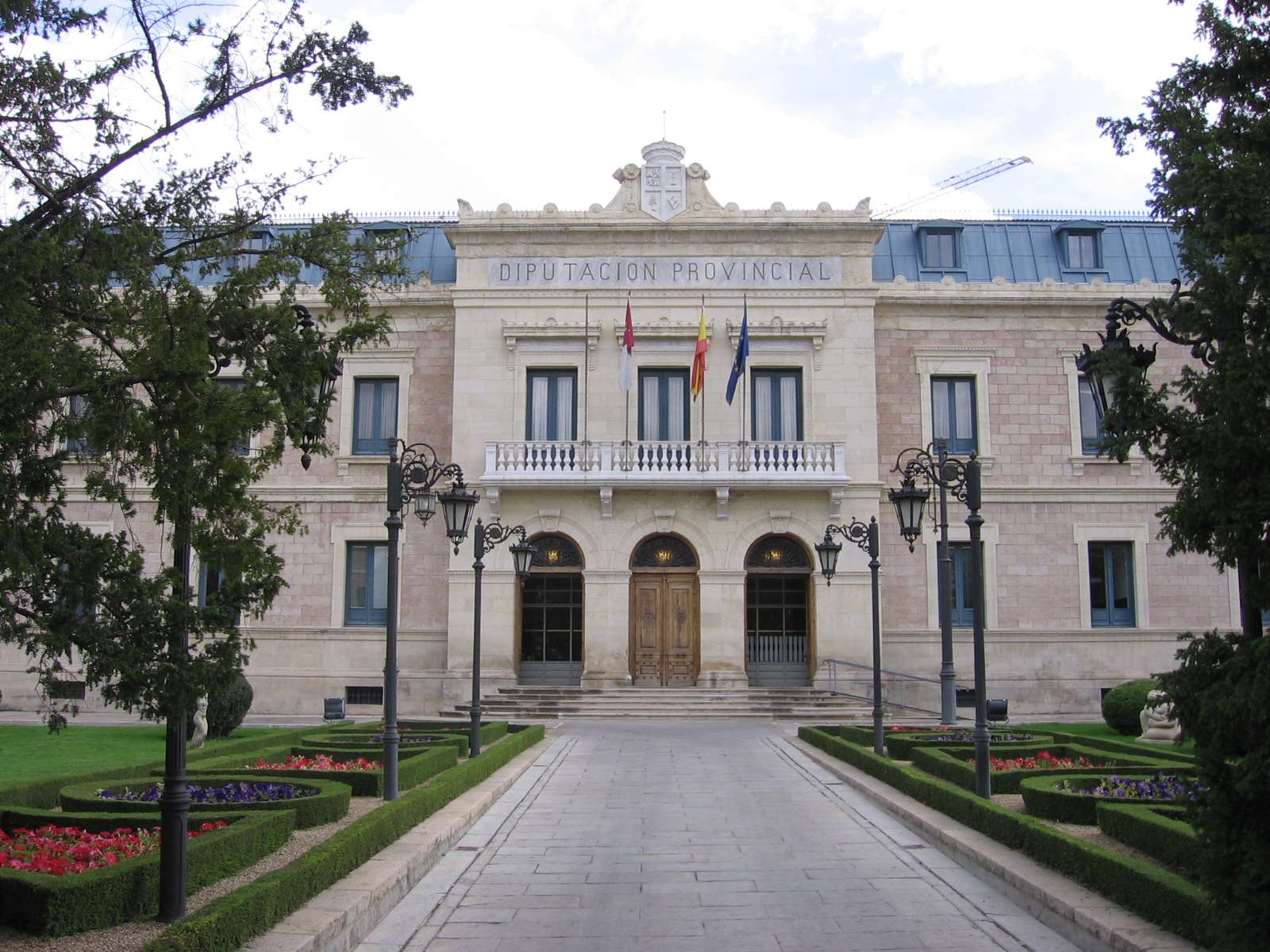
Hội đồng thành phố Cuenca.
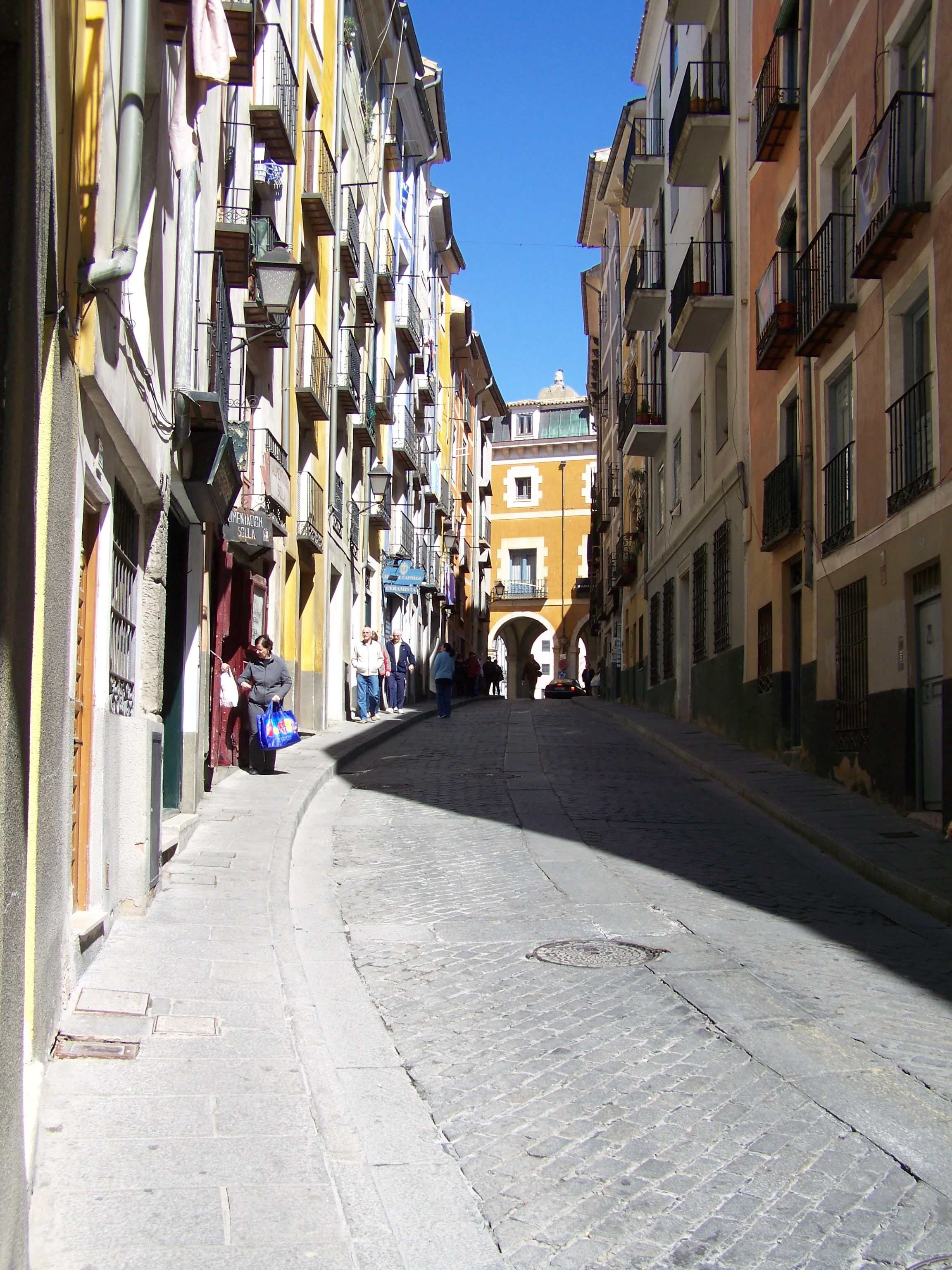
Đường Alfonso VIII.
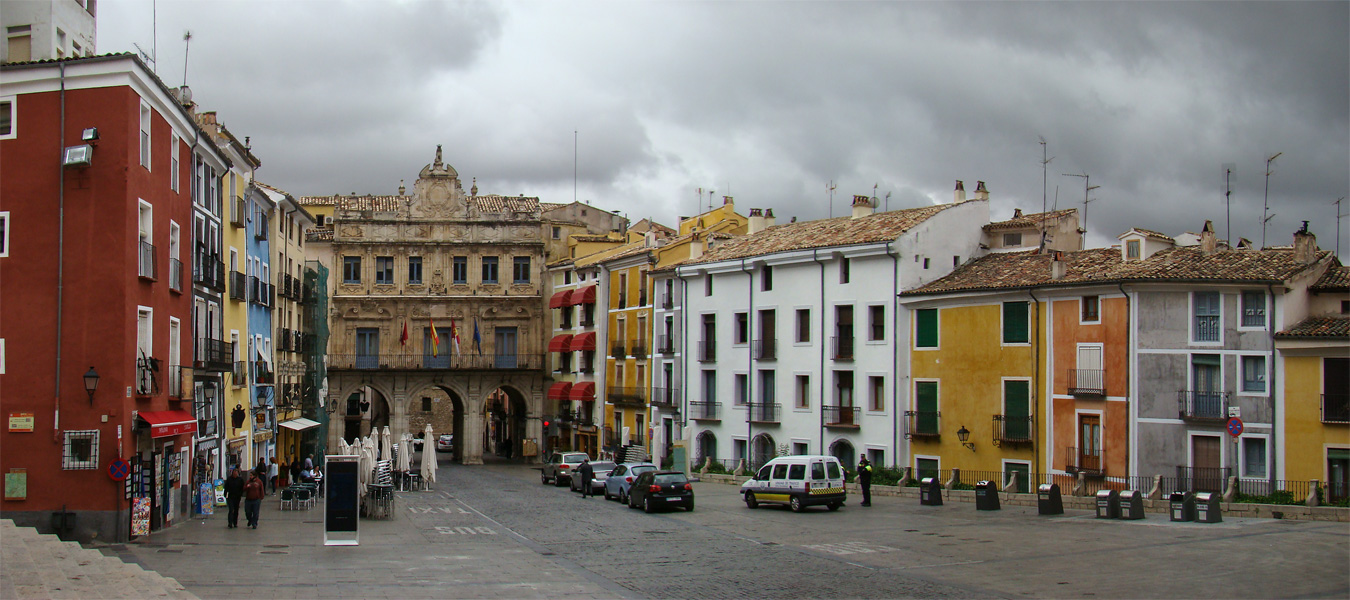
Plaza Mayor.
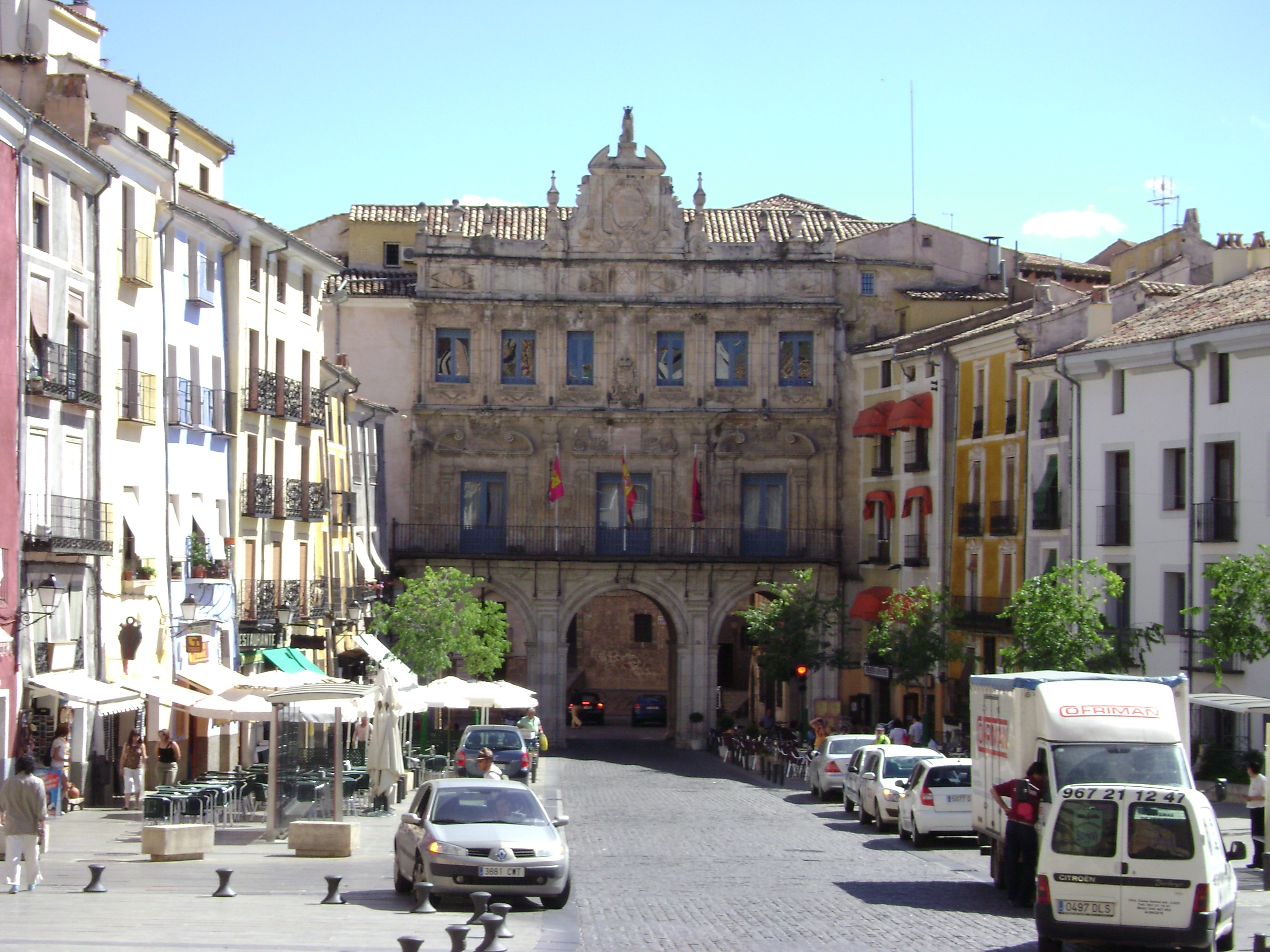
Tòa nhà thị chính
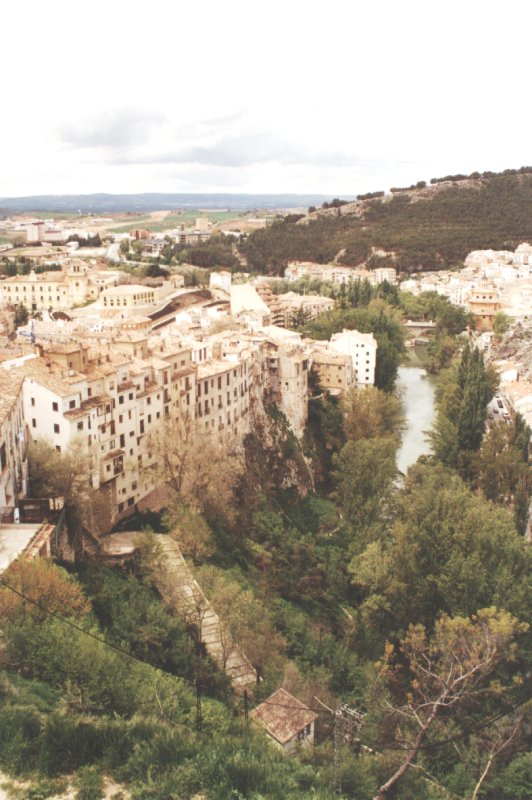
Sông Júcar chảy qua Cuenca.
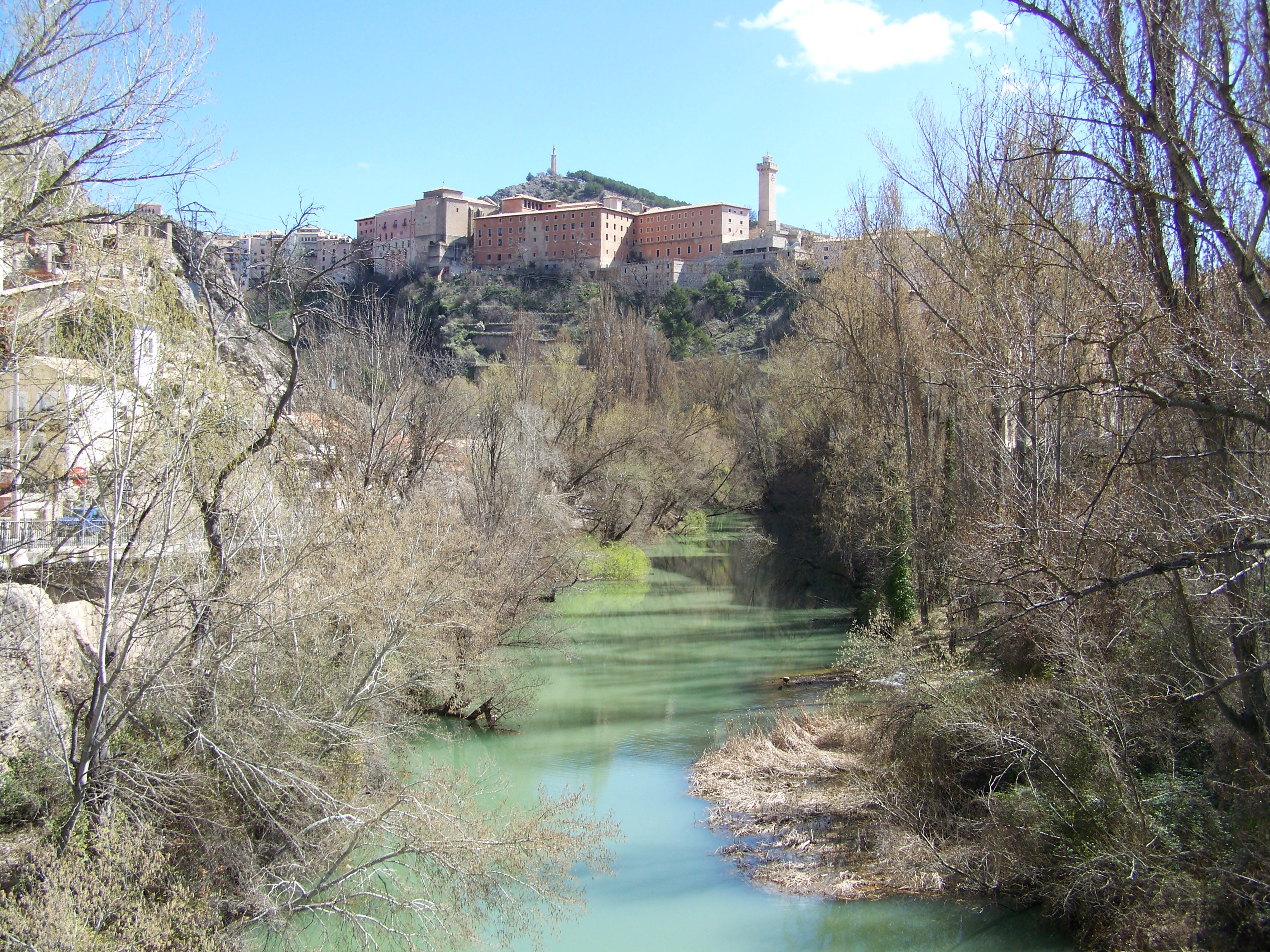
Río Júcar nhìn từ cầu San Antón.